# ألفريدو ليم
ألفريدو ليم (بالإنجليزية: Alfredo Lim) (و. 1929 – م) هو سياسي من الفلبين ولد في مانيلا.